# Emumäe
Emumäe – wieś w Estonii, w prowincji Virumaa Zachodnia, w gminie Rakke.